# Cantón de Collobrières
El cantón de Collobrières era una división administrativa francesa, que estaba situada en el departamento de Var y la región de Provenza-Alpes-Costa Azul.

## Composición
El cantón estaba formado por tres comunas:
- Bormes-les-Mimosas
- Collobrières
- Le Lavandou

## Supresión del cantón de Collobrières
En aplicación del Decreto nº 2014-270 de 27 de febrero de 2014, el cantón de Collobrières fue suprimido el 22 de marzo de 2015 y sus 3 comunas pasaron a formar parte; dos del nuevo cantón de La Crau y una del nuevo cantón de Le Luc.